# Artal VI d'Alagón
Artal VI d'Alagón (? - 1419) va ser un noble valencià d'origen aragonès, 7è Senyor de Sástago.

## Orígens familiars
Fill de Blasco III d'Alagón i de Sibil·la de Cervià i d'Anglesola.

## Núpcies i descendents
Es casà amb Marquesa de Luna i de Xèrica. El matrimoni tingué els següents fills:
- Artal VII d'Alagón, casat amb Damiata Ferrandis d'Heredia
- Marquesa d'Alagón
- Pero d'Alagón
- Antonia d'Alagón
- Elfa d'Alagón